# Décès en décembre 1944
Décès
- 1940
- 1941
- 1942
- 1943
- 1944
- 1945
- 1946
- 1947
- 1948

Pour une information complémentaire, voir la page d'aide.

| Date        | Nom          | Pays                 | Activités                                  | Âge | Source |
| ----------- | ------------ | -------------------- | ------------------------------------------ | --- | ------ |
| 31 décembre | Léon Gontier | Drapeau de la France | Militant socialiste et résistant français. | 58  |        |